# 405 f.Kr.
| 405 f.Kr.          |
| ------------------ |
| Dødsfald - Fødsler |

## Teater
- Frøerne af Aristofanes.

## Død
- Filolaos – græsk filosof (cirka dato) (født ca. 480 f.Kr.)

| År | Spire Denne artikel om et år, årti, århundrede eller årtusinde er en spire som bør udbygges. Du er velkommen til at hjælpe Wikipedia ved at udvide den. |